# Silvia Bender

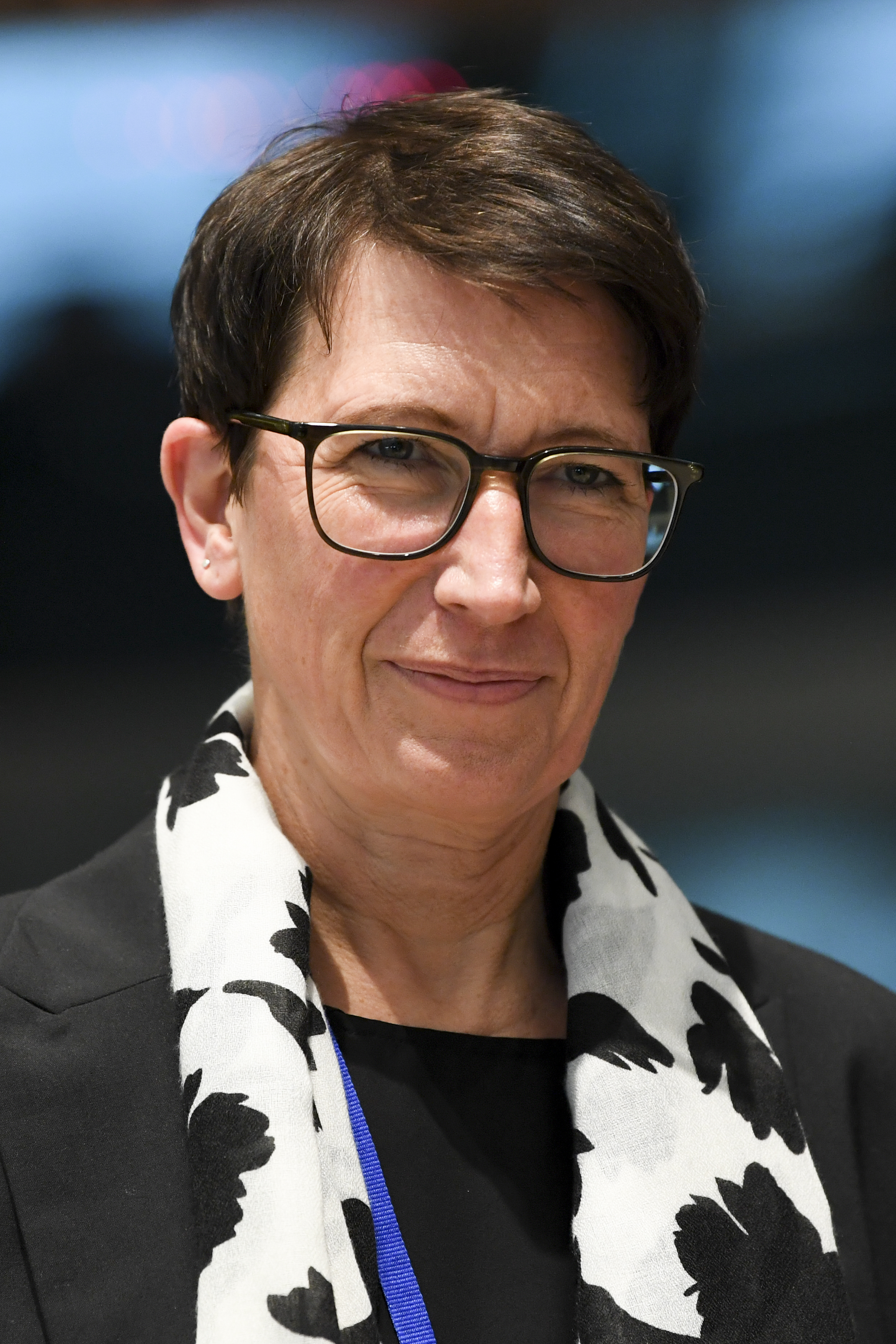
Silvia Bender, 2023

Silvia Bender (* 9. März 1970 in Bonn) ist eine deutsche Agrarwissenschaftlerin sowie politische Beamtin (Bündnis 90/Die Grünen). Sie war von 2021 bis 2025 Staatssekretärin im Bundesministerium für Ernährung und Landwirtschaft und von 2019 bis 2021 Staatssekretärin im Ministerium für Landwirtschaft, Umwelt und Klimaschutz des Landes Brandenburg.

## Leben
Bender wuchs in Andernach auf. Sie nahm 1990 ein Studium der Agrarwissenschaften mit dem Schwerpunkt Naturschutz und Landschaftsökologie an der Rheinischen Friedrich-Wilhelms-Universität Bonn auf, welches sie mit einer Untersuchung zu Flora und Fauna des Michelsbachtals in der Eifel, einschließlich der Entwicklung eines integrierten Nutzungskonzepts für dieses Gebiet, als Diplom-Agraringenieurin abschloss. In der Folge koordinierte sie am Institut für Landwirtschaftliche Botanik ebendort das Projekt „Lebendige Natur durch Landwirtschaft“ und war von 1998 bis 2000 als Assistenz der Geschäftsführung bei Bioland Baden-Württemberg tätig.
Bis 2006 folgten weitere Tätigkeiten in Anbauverbänden. 2005 trat sie der Partei Bündnis 90/Die Grünen bei und wurde 2006 Referentin für ländliche Räume, Landwirtschaft und Tierschutz der Bundestagsfraktion von Bündnis 90/Die Grünen. 2014 wurde Bender Referatsleiterin des Ministeriums für Umwelt, Energie, Ernährung und Forsten Rheinland-Pfalz in der Vertretung des Landes Rheinland-Pfalz in Berlin. 2017 wurde sie Abteilungsleiterin Biodiversität beim Bund für Umwelt und Naturschutz Deutschland, dessen Mitglied sie ist.
Im November 2019 wurde Bender im Zuge der Bildung des Kabinetts Woidke III unter Minister Axel Vogel (Bündnis 90/Die Grünen) zur Staatssekretärin im Ministerium für Landwirtschaft, Umwelt und Klimaschutz des Landes Brandenburg berufen. Aus diesem Amt schied sie im Dezember 2021 aus, da sie am 8. Dezember 2021 unter Bundesminister Cem Özdemir (Bündnis 90/Die Grünen) zur Staatssekretärin im Bundesministerium für Ernährung und Landwirtschaft ernannt wurde. Im Mai 2025 schied sie im Zuge der Bildung des Kabinetts Merz aus diesem Amt aus.
Silvia Bender lebt in Berlin und ist Mutter von zwei Söhnen.

## Mitgliedschaften (Auswahl)
- seit 2001: Fördergemeinschaft Ökologischer Landbau Berlin Brandenburg
- 2016–2019: Aufsichtsrat der Biobodengenossenschaft